# Alice Sebold
Alice Sebold (n. Madison, Wisconsin; 6 de septiembre de 1963) es una escritora estadounidense. Ha publicado tres libros: Lucky (1999, un libro autobiográfico), The Lovely Bones (2002, novela traducida al español como Desde mi cielo y adaptada al cine con gran éxito por Peter Jackson) y The Almost Moon (2007, novela).

## Infancia y juventud
Sebold nació en Madison (Wisconsin). Creció en los suburbios de Filadelfia y se graduó en el Instituto Great Valley de Malvern (Pensilvania) en 1980, tras lo que se matriculó en la Universidad de Siracusa.
Fue asaltada y violada cuando caminaba de vuelta a casa por un parque exterior al campus de su escuela. Denunció el crimen a la policía, que le narró que otra joven había muerto asesinada en el mismo lugar. Sebold volvió a su casa de Pensilvania a pasar el verano con su familia, y pasó allí varios meses antes de arrancar su segundo año en Siracusa para terminar su título de grado y estudiar escritura creativa. Meses después, cuando caminaba por una calle cercana al campus de Siracusa, pensó que reconoció a su violador una persona negra y le denunció a la policía; más tarde testificó contra él aunque no lo identifico en la rueda de reconocimiento, pero igualmente lo sentenciaron a la pena máxima por su crimen. En 2021 la escritora se disculpó públicamente con Anthony Broadwater quien pasó 16 años en prisión por un crimen de 1981 que no cometió, y en su liberación en 1999 luchó por reconstruir su vida.
Tras su graduación en Siracusa, Sebold se trasladó a la Universidad de Houston, en Texas, para realizar estudios de posgrado. No los completó, pues cayó en el mundo de las drogas. Se mudó a Manhattan, y vivió diez años allí, desempeñando varios empleos como camarera e intentando arrancar su carrera de escritora. Sebold quería escribir su propia historia en un poema, pero ni esa idea ni los intentos de escribir una novela dieron frutos. Se inyectó heroína de forma recreativa durante dos años, aunque ha declarado que nunca se volvió adicta. Sebold relató su abuso de drogas a los alumnos de un taller literario (Evening of Fiction) declarando que «hice muchas cosas de las que no estoy especialmente orgullosa y que no puedo creer que las hiciera».
Sebold dejó la ciudad y se mudó al Sur de California, donde trabajó como cuidadora de una colonia infantil artística, ganando 386 dólares al mes y viviendo en una cabaña en los bosques, sin siquiera electricidad. Solía escribir a la luz de una lámpara de propano. En 1995, Sebold se matriculó en estudios de posgrado de la Universidad de California en Irvine (UCI). Ese mismo año, cuando ya trabajaba en The Lovely Bones, Sebold conoció a su futuro marido, Glen David Gold, en la UCI. Se casaron en noviembre de 2001.

## Carrera
Mientras estudiaba en Irvine, Sebold empezó a escribir Lucky, su primer libro publicado tras muchos años de redacción. Son unas memorias de su violación cuando era una universitaria novata de dieciocho años. Estudiaba escritura creativa, y la historia del libro empezó con un encargo académico de diez páginas, para el que Alice escribió cuarenta. Sebold quiso escribir su historia durante muchos años, pero fracasaba. «Escribí toneladas de poesía mala sobre ello, y también un par de novelas malas... montones de mal material», declaró a Los Angeles Times para explicar por qué las novelas no valían: «me sentía en la obligación de escribir una historia que englobara todas las historias de las víctimas de violación y que inmediatamente destruía la idea de este personaje individual en la novela. Así que [las novelas] tendían a ser difusas y blandas, y yo no quería cometer ningún desliz político».
Tras Lucky, Sebold publicó su novela superventas, titulada The Lovely Bones (literalmente ‘los amados huesos’, traducida al español como Desde mi cielo). La novela trata de una chica de catorce años que es violada, asesinada y desmembrada. La protagonista cuenta su propia historia desde su personalizada versión del cielo, viendo como su familia trata de superar su muerte y como el asesino se escapa de la policía. En una entrevista para Publishers Weekly, Sebold comentó sobre The Lovely Bones que «estaba motivada para escribir sobre la violencia porque creo que no es infrecuente. La veo como una parte de la vida, y creo que nos metemos en líos al separar la gente que la ha sufrido de la que no. A pesar de que es una experiencia horrible, es como si la violencia nos hubiera afectado a muchos». La novela fue adaptada al cine en 2009 por Peter Jackson, con gran éxito.
La segunda novela de Alice Sebold, The Almost Moon, continúa con lo que The New Yorker ha llamado «la fijación de Sebold con el terror». Empieza: «Cuando todo está dicho y hecho, matar a mi madre llegó fácilmente».
En 2009, Sebold editó The Best American Short Stories. El proceso de edición requirió que se leyera más de doscientas historias cortas que se le presentaron, y que eligiera veinte de ellas para incluirlas en el libro.

## Controversia por errada identificación de abusador sexual
En 2021 se hizo público que la escritora Alice Sebold en 1981 inculpó injustamente de abuso sexual a Anthony Broadwater, un hombre afroamericano a quien Sebold acusó frente a las autoridades de ser el culpable de su presunto abuso sexual, el señor Broadwater fue exonerado de los cargos en 2021 después de haber pasado injustamente 16 años en prisión y haberse rechazado hasta 5 veces sus peticiones de libertad condicional por un crimen que no cometió debido al hecho de que se rehusaba a confesar un crimen que no cometió.
La vida del señor Anthony Bradwater quedó arruinada debido a este hecho, manifestó que fue rechazado de múltiples ofertas laborales debido a que ningún empleador quería contratarlo dados sus antecedentes legales como presunto agresor sexual, además de esto uno de sus grandes sueños era tener hijos con su esposa, sin embargo ella se negó a tener hijos con el debido a esta falsa acusación y su injusta condena por abuso sexual ya que no quería que sus futuros hijos se vieran afectados por su reputación manchada, sin embargo después de su exoneración el señor Broadwater ha manifestado que no guarda rencor ni amargura hacia la escritora por esta falsa acusación y que una disculpa de su parte sería suficiente para perdonarla por estos hechos.
Tras lo dicho por Bradwater, Alice Sebold publicó una disculpa en diciembre del 2021, tan solo unos días después de lo sucedido, en la cual declara lamentar profundamente el papel que desempeñó en el injusto juicio de Bradwater y el hecho de que su violador jamás será descubierto ni servira el tiempo en prisión que injustamente Anthony Bradwater tuvo que pasar. Sebold expone en su disculpa pública que "hace 40 años, como una sobreviviente de abuso sexual de 18 años, puse mi fe en el sistema judicial estadounidense. Mi meta en 1982 era la justicia, no perpetuar la injusticia. Y ciertamente no alterar de manera irreparable y para siempre, la vida de un hombre joven por el mismo crimen que daño la mía." "Mi desgracia no solo lo ha condenado a 16 años de vida en prisión sino también a una vida de prejuicios. Estaré arrepentida toda mi vida".
Este injusto hecho abre el debate en Estados Unidos sobre la segregación racial aún presente en su sistema judicial.

## Premios
Sebold ganó el premio al libro del año de la American Booksellers Association, en la categoría de ficción para adultos, en 2003, por The Lovely Bones y el Bram Stoker Award, en la categoría de novela prima en 2002. También fue nominada en la categoría absoluta de novela de ese año. Sebold es alumna de la Fundación Ragdale.

## Obra
- Lucky. Libro de memorias. Back Bay Books. 1999. ISBN 0-316-66634-3.
- The Lovely Bones. Novela. Little, Brown and Company. 2002. ISBN 0-316-66634-3.
  - Traducida como Desde mi cielo. trad. Aurora Echevarría Pérez. Grijalbo Mondadori. 30 de abril de 2003. ISBN 978-8439709794.
- The Almost Moon. Novela. Little, Brown and Company. 2007. ISBN 0-316-67746-9.